# Осинов Гай
Осинов Гай — село в Ершовском районе Саратовской области, в составе сельского поселения Новорепинское муниципальное образование.
Село расположено на правом берегу реки Большой Узень (напротив устья реки Алтата) в 47 км юго-восточнее районного центра город Ершов.
Население - 414 (2010)

## История
Казённая деревня Осинов Гай упоминается в Списке населенных мест Российской империи по сведениям 1859 года. В 1859 году в деревне проживало более 1,5 тысяч жителей, имелось 2 мечети. Село относилось к Новоузенскому уезду Самарской губернии. 
Согласно Списку населённых мест Самарской губернии 1910 года село относилось к Осиново-Гайской волости (волостное правление находилось в селе Алтата), здесь проживало 1526 мужчин и 1595 женщин, село населяли бывшие государственные крестьяне, преимущественно татары, магометане, в селе имелись 5 мечетей, 5 магометанских школ, 8 ветряных мельниц.
В 1919 году в составе Новоузенского уезда село включено в состав Саратовской губернии.
С 1935 по 1960 год село входило в состав Новорепинского района Саратовской области. В состав Ершовского района - с 1960 года

## Население
Динамика численности населения по годам:
| Годы      | 1859 | 1889 | 1897 | 1910 | 2002 |
| --------- | ---- | ---- | ---- | ---- | ---- |
| Население | 1590 | 2267 | 2336 | 3121 | 582  |

| 2002 | 2010 |
| ---- | ---- |
| 582  | ↘414 |